# Palau del Roc
El palau del Roc és una masia de Santa Maria de Merlès (Berguedà) inclosa a l'Inventari del Patrimoni Arquitectònic de Catalunya.

## Descripció
És una masia d'estructura clàssica coberta a dues vessants i amb el carener perpendicular a la façana de migdia. Té unes dimensions reduïdes i amb finestres quadrades amb llindes monolítiques de pedra i igual que la porta principal. Els murs són fets de maçoneria irregular però les parets cantoneres estan fetes amb carreus ben tallats i polits.

## Història
Situada prop de l'església parroquial de Santa Maria de Merlès, la masia de Palau de Roc és documentada a l'època medieval com una de les propietats dels senyors de Tord. Al segle xvii figura com a masia pertanyent a la jurisdicció dels barons de la Portella.